# Tadeffi
Tadeffi est une soupe marocaine à base d'ail, d'huile d'olive et de menthe sauvage,. Elle est servie à la femme qui vient d'accoucher.
Le tadeffi est parfois agrémenté d’œufs crus et peut contenir du flyou (une variété de thym provenant du Maroc).